# Національна Рада Державних Медсестринських Рад
Національна Рада Державних Медсестринських Рад (NCSBN) — це неприбуткова організація США, до складу якої входять медсестринські ради 50-ти штатів, округу Колумбія та чотирьох територій США — Американське Самоа, Гуам, Північні Маріанські острови і Віргінські острови. Національна Рада Державних Медсестринських Рад має 30 асоційованих членів.